# Susanna Birgersson
Susanna Birgersson, född 1978, är en svensk skribent.
Birgersson har varit ledarskribent i flera liberala tidningar, bland dem Eskilstuna-Kuriren, Dagens Nyheter och Göteborgs-Posten. Hon är sedan 2018 krönikör i Axess. Mellan 2017 och 2020 skrev hon ledarkrönikor i Expressen.
Birgersson började i december 2020 arbeta som ledarskribent på den då nystartade tidningen Bulletin. Hon slutade i mars 2021 på grund av en konflikt med ägarna, samtidigt med bland andra chefredaktören Ivar Arpi, politiske chefredaktören Alice Teodorescu och kulturchefen Fredrik Ekelund.
Hon blev 2024 gästkrönikör på ledarplats i tidningen Dagen.